# Беліково
Беліково (пол. Bielikowo) — село в Польщі, у гміні Бройці Ґрифицького повіту Західнопоморського воєводства.
Населення — 248 осіб (2011).

## Демографія
Демографічна структура станом на 31 березня 2011 року:
|          | Загалом | Допрацездатний вік | Працездатний вік | Постпрацездатний вік |
| -------- | ------- | ------------------ | ---------------- | -------------------- |
| Чоловіки | 116     | 38                 | 70               | 8                    |
| Жінки    | 132     | 34                 | 76               | 22                   |
| Разом    | 248     | 72                 | 146              | 30                   |